# Retificador de onda completa

Retificador em ponte: um retificador de onda completa que utiliza 4 díodos.

Um retificador de onda completa ou um retificador em ponte é equivalente a dois retificadores de meia onda voltados um de costas pro outro, com um retificador controlando o primeiro semiciclo e o outro o semiciclo alternado. Por causa do enrolamento do secundário com derivação central, cada circuito do diodo recebe apenas metade da tensão do secundário. O circuito melhora o nível de CC a partir de uma entrada senoidal em 100%. O circuito empregado para realizar tal função é o que utiliza quatro diodos e uma ponte.

## Funcionamento
Este circuito é também denominado de retificador de onda completa convencional. Há uma defasagem de 180º entre as tensões de saída do transformador, VA (uma das duas saídas do trafo) e VB (outra das duas saídas do trafo). As tensões VA e VB são medidas em relação ao ponto C (0 V). Quando A é positivo, B é negativo, a corrente sai de A passa por D1 (diodo) e por RL (carga) e chega ao ponto C. Quando A é negativo, B é positivo, a corrente sai de B passa por D2 (diodo) e RL (carga) e chega ao ponto C. Para qualquer polaridade de A ou de B a corrente IL (corrente de alimentação da carga) circula num único sentido em RL e por isto, a corrente em RL é contínua. Temos somente os semiciclos positivos na saída. A freqüência de ondulação na saída é o dobro da freqüência de entrada.
A ondulação na saída do circuito retificador é muito grande o que torna a tensão de saída inadequada para alimentar a maioria dos circuitos eletrônicos. É necessário fazer uma filtragem na tensão de saída do retificador. A filtragem nivela a forma de onda na saída do retificador tornando-a próxima de uma tensão contínua pura que é a tensão da bateria ou da pilha. A maneira mais simples de efetuar a filtragem é ligar um capacitor de alta capacitância em paralelo com a carga RL e normalmente, utiliza-se um capacitor eletrolítico. A função do capacitor é reduzir a ondulação na saída do retificador e quanto maior for o valor deste capacitor menor será a ondulação na saída da fonte.
Sempre depois da filtragem aparece uma tensão de ripple que é o componente de corrente alternada que se sobrepõe ao valor médio da tensão de uma fonte de corrente contínua. Quanto maior a capacitância do capacitor usado na filtragem menor será essa tensão que aparece.
A filtragem para o retificador de onda completa é mais eficiente do que para o retificador de meia onda. Em onda completa o capacitor será recarregado 120 vezes por segundo. O capacitor descarrega durante um tempo menor e com isto a sua tensão permanece próxima de VP até que seja novamente recarregado. Quando a carga RL solicita uma alta corrente é necessário que o retificador seja de onda completa.
O PIV (tensão de pico inversa do diodo) é de grande importância no projeto de sistemas de retificação, pois a tensão máxima nominal do diodo não deve ser ultrapassada, logo, para a configuração em ponte este deve ser maior ou igual à tensão máxima. Entretanto, para a configuração com derivação central, o PIV deve ser no mínimo duas vezes maior que a tensão máxima, pois deve ser levado em conta a tensão do secundário e da resistência somados.

## Comparação entre diferentes circuitos retificadores

### Retificador de meia onda

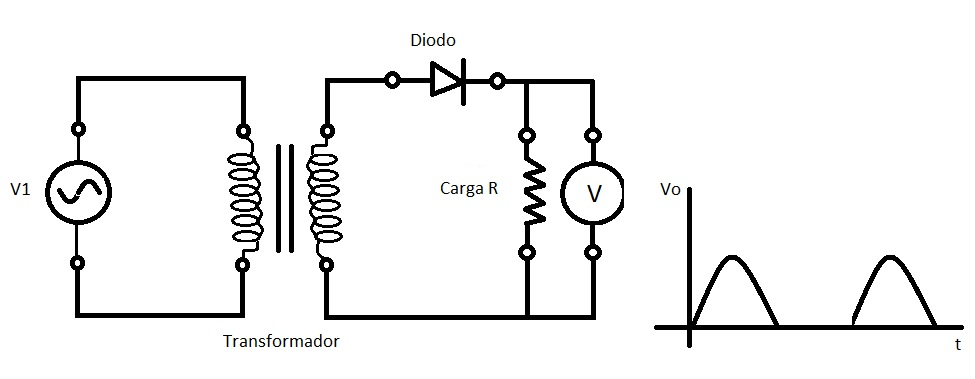
Retificador de meia onda.

O circuito retificador de meia onda é composto por um único diodo acoplado na saída de um transformador. Graças a essa configuração, após a passagem pelo diodo, observam-se somente semiciclos positivos, pois durante o semiciclo negativo a tensão na carga é nula.
A corrente de carga se anula em cada ciclo de funcionamento do retificador, nesta situação a condução é dita descontínua. Se a corrente na carga não se anula antes do inicio do próximo ciclo, a condução é dita contínua. O fato de a condução tornar-se contínua ou descontinua, é conseqüência da constante de tempo da carga. Para constantes de tempo elevadas (L muito grande) a condução poderá ser contínua.
Por não possuir mais a parte negativa da onda, o sinal de saída, retificado, agora tem um valor resultante médio positivo determinado por:  0,318*tensão maxima.
A desvantagem principal do circuito retificador de meia onda está justamente no fato de apresentar um fator de ondulação não satisfatório.

### Retificadores de onda completa
Nos retificadores de onda completa, a conexão dos diodos pode ser  de duas maneiras, resultando em dois tipos de retificadores com características distintas: com center tap e em ponte.
Ao contrário do retificador de meia onda, estes não apenas cancelam a parte negativa da onda como também a projetam para a parte positiva do gráfico, assim a frequência de saída é duas vezes maior que a de entrada. Desse modo, o sinal de saída possui um valor resultante médio igual ao dobro do retificador de meia onda: 0,636*tensão máxima.

#### Retificador com derivação central

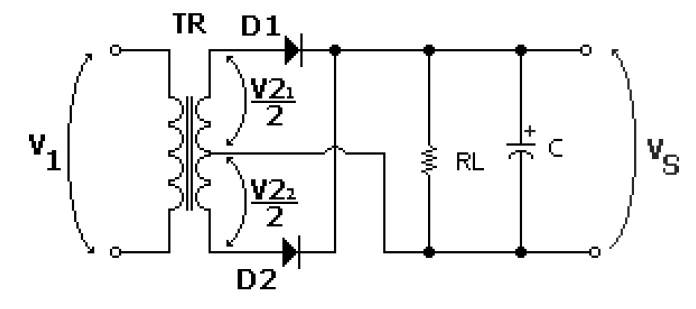
Retificador de onda completa com derivação central.

Esse tipo de retificador utiliza um transformador com tomada central (center tap). Os diodos são ligados em cada uma das saídas opostas ao center tap e, como resultado, obtêm-se duas tensões defasadas de 180° entre si.
O Circuito também é conhecido como retificador em antifase, devido ao posicionamento dos pontos em relação à derivação central, no secundário do transformador. Cada diodo conduz durante um dos semiciclos da rede elétrica, conforme seja a tensão positiva de seu secundário.

#### Retificador em ponte
Essa configuração é diferente do retificador de meia onda, que utiliza apenas um diodo. Num retificador de meia onda, o semiciclo negativo tem sua passagem da corrente interrompida devido ao diodo, que só permite a passagem de corrente em um só sentido. Com a estrutura em ponte, os dois semiciclos (positivo e negativo) conseguem ter sua passagem de corrente.

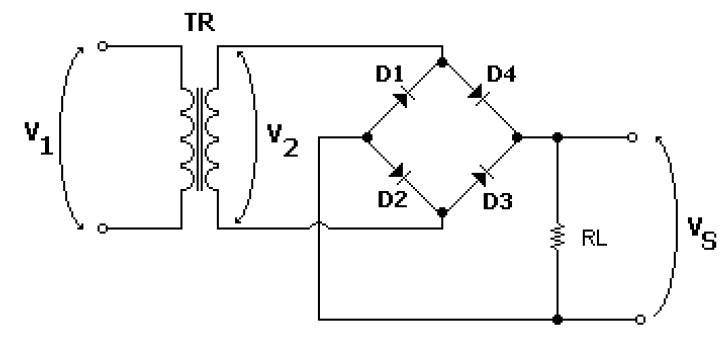
Retificador de onda completa em ponte.

O retificador de onda completa não necessita de transformador com tomada central e utiliza quatro diodos. A tensão de entrada (V1) pode ser tanto a tensão da rede como a do secundário de um transformador. Observando a tensão senoidal aplicada na entrada, pode-se perceber que, durante o semiciclo positivo da tensão de entrada, os diodos D2 e D4 estão polarizados diretamente e os diodos D1 e D3 cortados.
As oscilações que aparecem na tensão sobre a carga, denominam-se “ripple”. Este ripple de tensão pode ser reduzido com a inclusão de um filtro capacitivo, normalmente um capacitor eletrolítico de alto valor em paralelo com a carga.
Uma das poucas desvantagens do retificador em ponte é a queda de tensão adicional por causa do uso de mais diodos, pois enquanto o retificador com derivação central perde apenas 0,7 V com relação à onda de entrada, no retificador em ponte os diodos consomem 1,4 V da tensão inicial.
As vantagens do retificador em ponte são saída em onda completa, tensão ideal de pico igual à tensão de pico do secundário e não necessitar do enrolamento secundário com tomada central. Essas vantagens fizeram do retificador em ponte o projeto mais popular de retificador. Muitos equipamentos usam o retificador em ponte para converter a tensão CA da linha em uma tensão CC adequada ao uso dos dispositivos semicondutores.

## Aplicações
A maioria dos sistemas eletrônicos,como os aparelhos de televisão,DVD e computadores,precisa de uma fonte de alimentação cc(corrente contínua) para funcionar corretamente. Como a energia elétrica disponível é em tensão alternada,a primeira providência que deve-se ser tomada é a conversão da tensão da rede elétrica ca(corrente alternada) em uma tensão cc. A obtenção de corrente contínua, a partir da corrente alternada disponível, é indispensável nos equipamentos eletrônicos. Estes, invariavelmente, possuem um ou mais circuitos chamados Fontes de Alimentação ou Fontes de Tensão, destinados a fornecer as polarizações necessárias ao funcionamento dos dispositivos eletrônicos. 
A parte do sistema eletrônico que produz a tensão cc é chamada de fonte de alimentação.Dentro da fonte de alimentação estão os circuitos que fazem a corrente circular em apenas um sentido,os retificadores.
No Brasil,as concessionárias de energia elétrica fornecem tensões nominais de linha de 127V rms(Volts Root Mean Square) em algumas regiões e 220V rms em outras regiões com frequência de 60Hz. A tensão real medida nas tomadas pode variar cerca de 5% dependendo da localidade e de outros fatores.A tensão de linha é muito alta para a maioria dos circuitos usada nos equipamentos eletrônicos.É por isso que usa-se geralmente um transformador no circuito da fonte de alimentação de quase todos os equipamentos eletrônicos.O transformador baixa a tensão da linha para um nível seguro,mais adequado para o uso com diodos,transistores e outros dispositivos a semicondutores.
No foco da disciplina de Eletrônica de Potência para Geração, Transmissão e Distribuição de Energia Elétrica,os retificadores possuem aplicações nos três contextos. Na geração, sua importância é permitir a integração de geradores CA assíncronos à rede, por meio de uma conversão de CA (em qualquer frequência) para CC. Ao processo de retificação segue uma conversão CC-CA e, então, uma conexão síncrona com a rede. Na transmissão, a aplicação de retificadores acontece nos sistemas de transmissão em corrente contínua, normalmente de alta tensão (HVDC). Há ainda a aplicação de retificadores na interligação de sistemas assíncronos como, por exemplo na subestação de Uruguaiana (RS) que interliga os sistemas brasileiro e argentino (50 Hz).